# Adriana-Doina Pană
Adriana-Doina Pană (n. 16 mai 1957, Matei, România) este o fostă politiciancă român, fost ministru al apelor și pădurilor în guvernul Mihai Tudose.
Anterior, fusese ministru delegat pentru dialog social în al doilea guvern Ponta și ministru-delegat pentru ape, păduri și pescuit în al treilea guvern Ponta.
Aceasta a ocupat funcția de deputat în legislaturile 2012–2016 și 2016-2020 din partea Partidului Social Democrat.